# Eucinostomus melanopterus
Eucinostomus melanopterus és una espècie de peix pertanyent a la família dels gerrèids.

## Descripció
- Pot arribar a fer 30 cm de llargària màxima (normalment, en fa 23).[6][7]

## Alimentació
Menja peixos, gambes, mol·luscs, zooplàncton, detritus, crustacis bentònics i poliquets.

## Depredadors
Al Brasil és depredat per Eleotris pisonis.

## Hàbitat
És un peix d'aigua dolça, marina i salabrosa; demersal; amfídrom i de clima subtropical (32°N-33°S) que viu entre 0-25 m de fondària.

## Distribució geogràfica
Es troba a l'Atlàntic oriental (des de Mauritània fins a Angola) i l'Atlàntic occidental (des de Bermuda i Florida fins al Brasil).

## Ús comercial
Es comercialitza fresc però la seua carn no és gaire apreciada.

## Observacions
És inofensiu per als humans.